# RON Leszczynka

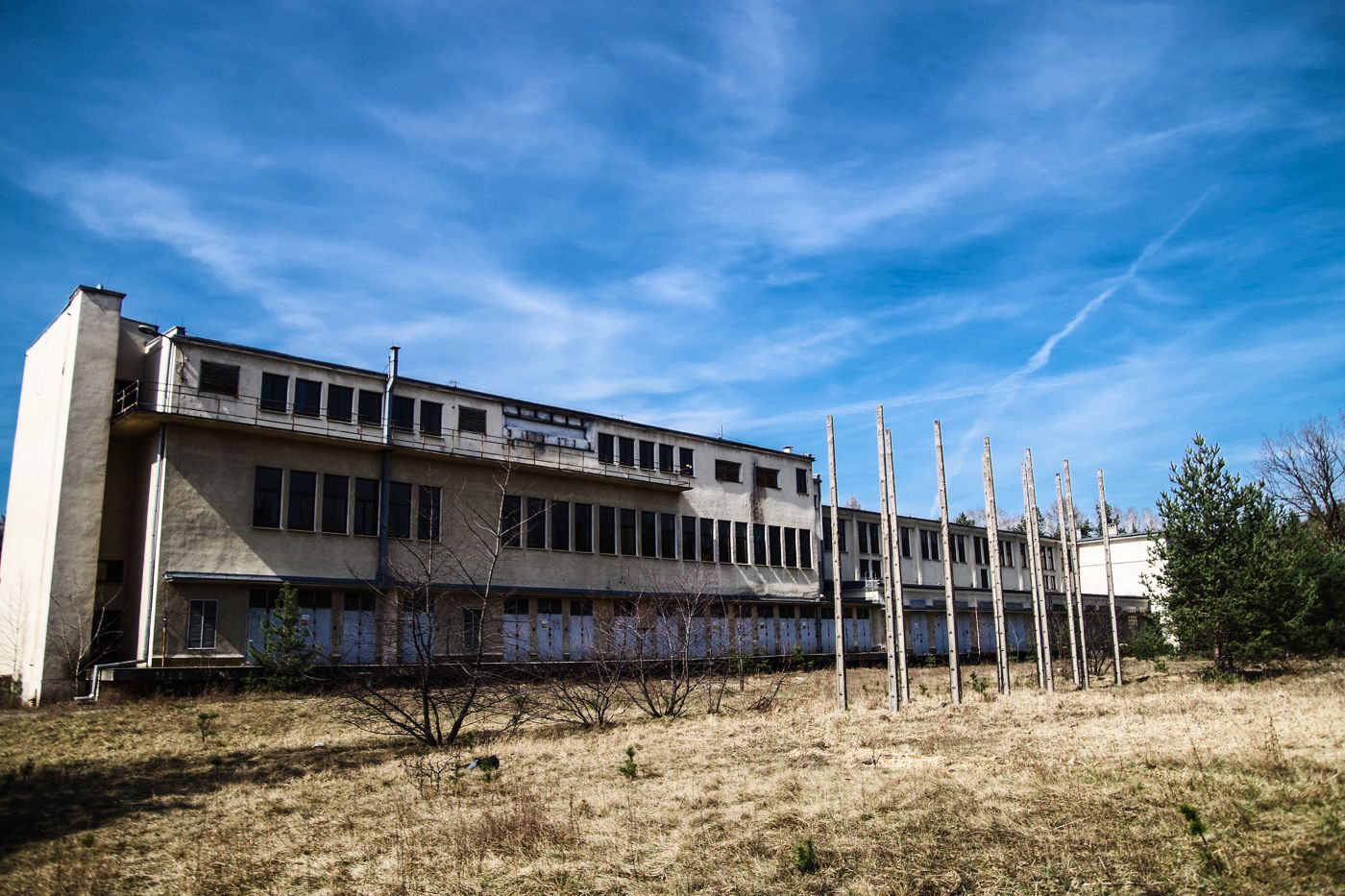
Budynek Główny Radiostacji

RON Warszawa/Leszczynka – jedyny obiekt nadawczy na terenie Polski przystosowany do rozpowszechniania programów radiowych w zakresie fal krótkich. RON Leszczynka stanowi własność EmiTel. Za pośrednictwem systemów kierunkowych i anten nadawczych program ten dociera poza wschodnią granicę Polski oraz na tereny Europy Zachodniej. Obecnie nie jest już używany.

## Historia
Radiofoniczny Ośrodek Nadawczy w Leszczynce zbudowany został pod koniec lat 40. XX wieku. W lipcu 1950 roku uruchomiony został pierwszy nadajnik krótkofalowy firmy Tesla o mocy 100 kW emitujący polonijny program Polskiego Radia. W latach 50. dostawiono kolejne 2 nadajniki krótkofalowe Tesli. Do roku 1967 pracowały 3 nadajniki po 100 kW i nadajnik RCA o mocy 7,5 kW. Na terenie kilkudziesięciu hektarów zlokalizowanych było około 30 systemów antenowych podwieszonych na drewnianych, kilkudziesięciometrowych masztach. Do emisji dalekosiężnych wykorzystywane były anteny rombowe, ścianowe oraz opracowane spacjalnie dla ośrodka anteny wzdłużone. W roku 1967 nadajnik 7,5 kW zastąpiony został nowoczesnym na owe czasy nadajnikiem RKV -120 /prototyp/ firmy Tesla.
W latach 1968–1970 nastąpił rozwój i modernizacja obiektu. Zjednoczenie Stacji Radiowych i Telewizyjnych zakupiło 4 kolejne nadajniki KRV – 120 wraz z systemami komutacji anten. Zmodernizowane zostało pole antenowe. Zlikwidowano lub przeniesiono część starych systemów antenowych oraz dobudowano nowe na konstrukcjach stalowych. Zbudowano nowy budynek stacyjny, w którym umieszczono nowe nadajniki. Po modernizacji obiekt dysponował 8 nadajnikami o mocy 100 kW każdy współpracujący z ok. 50 systemami antenowymi o zasięgach do kilku tysięcy kilometrów w różnych kierunkach. Nadawano ok. 130 godzin w ciągu doby na różnych częstotliwościach i na różnych azymutach jednocześnie. Urządzenia obsługiwane były ręcznie.
Utrzymanie tak dużej ilości urządzeń zapewnione było przez własną obsługę techniczną złożoną z wykwalifikowanych specjalistów z dziedziny radiotechniki, urządzeń antenowych oraz energetyki. Personel techniczny liczył około 40 pracowników.
W końcu lat 80. zlikwidowany został najstarszy nadajnik pracujący od 1950 roku. Początek lat 90. to okres zmian politycznych w Polsce i w świecie, który zaznaczył się również zmianą obszarów nadawania programu Radia Polonia. Systemy antenowe dostosowane zostały do obsługi nowych obszarów w tym również leżących na wschód od Polski. Zasięg radiostacji ograniczono do ok. 2 tysięcy kilometrów, praktycznie do obszarów Europy. Lata 80. i 90. to okres dalszych modernizacji zarówno budowlanych jak i technologicznych. Kilkadziesiąt masztów drewnianych zastąpiono metalowymi. Zlikwidowano część zbędnych konstrukcji antenowych.
Lata 90. przyniosły pewne ograniczenia w emisji Polskiego Radia. Próbne emisje z RON Leszczynka przeprowadzało w drugiej połowie lat 90. z dobrym skutkiem Radio Maryja.
W latach 80. ośrodkiem zarządzał Główny Urząd Radiokomunikacji włączony w struktury PPTT.
W latach 90. właścicielem obiektu było Centrum Radiokomunikacji i Telekomunikacji w Warszawie będącej jednostką organizacyjną TP SA. Po prywatyzacji TP SA i przeprowadzonej reorganizacji utworzono TP Emitel sp. z o.o. zarządzającą obiektem.
Lata 2000 to okres kolejnego ograniczenia zarówno możliwości emisyjnych jak i wykorzystywania obiektu. Pod koniec lat 90. zlikwidowano 2 nadajniki z lat 50., w 2003 r. prototypowy nadajnik NK2 z 1967 r. Był on wykorzystywany m.in. do emisji programu komercyjnego  Radia Racja
Na obiekcie pozostały 4 nadajniki KRV – 120 oraz 20 systemów antenowych emitujących program Polskiego Radia dla zagranicy od godz. 12.30 do 24.00.
RON Leszczynka w ciągu swojego ponad 55-letniego okresu działalności pełnił wiodącą rolę w rozpowszechnianiu Radia Polonia, obchodzącego w 2017 roku 70. rocznicę swojego istnienia.
Po 2010 r. radiostacja przestała powoli spełniać swoje zadania a jej dalsze funkcjonowanie zaczynało być zbędne i bezzasadne, ponieważ wraz z rozwojem szerokopasmowego Internetu i telewizji cyfrowej stacje radiowe nadające na falach krótkich traciły swoich odbiorców, a co za tym idzie pieniądze. Utrzymanie radiostacji było nierentowne.
Teren wokół radiostacji ma około 100 hektarów. Otoczony jest podwójnym płotem z drutem kolczastym chroniącym go przed wejściem niepowołanych osób. Niegdyś doskonale chroniony ponieważ oprócz samej radiostacji znajdowało się w lesie wiele urządzeń antenowych (maszty, słupy, kable itp.). W 2015 r. 90% wyposażenia radiostacji wraz z masztami antenowymi zostało rozebranych i wywiezionych na złom. Dzisiaj stoi pusty i niszczeje.
Obecnie (stan na czerwiec 2017) zdemontowane są wszystkie systemy antenowe. Pozostawiono niektóre maszty, między którymi rozwieszone były anteny. Obiekt jest strzeżony przez prywatną agencję ochrony.